# Rubus innominatus
Rubus innominatus är en rosväxtart som beskrevs av Spencer Le Marchant Moore. Rubus innominatus ingår i släktet rubusar, och familjen rosväxter.

## Underarter
Arten delas in i följande underarter:
- R. i. aralioides
- R. i. kuntzeanus
- R. i. macrosepalus
- R. i. quinatus